# Rettungsanstalt Düsseltal für Waisenkinder

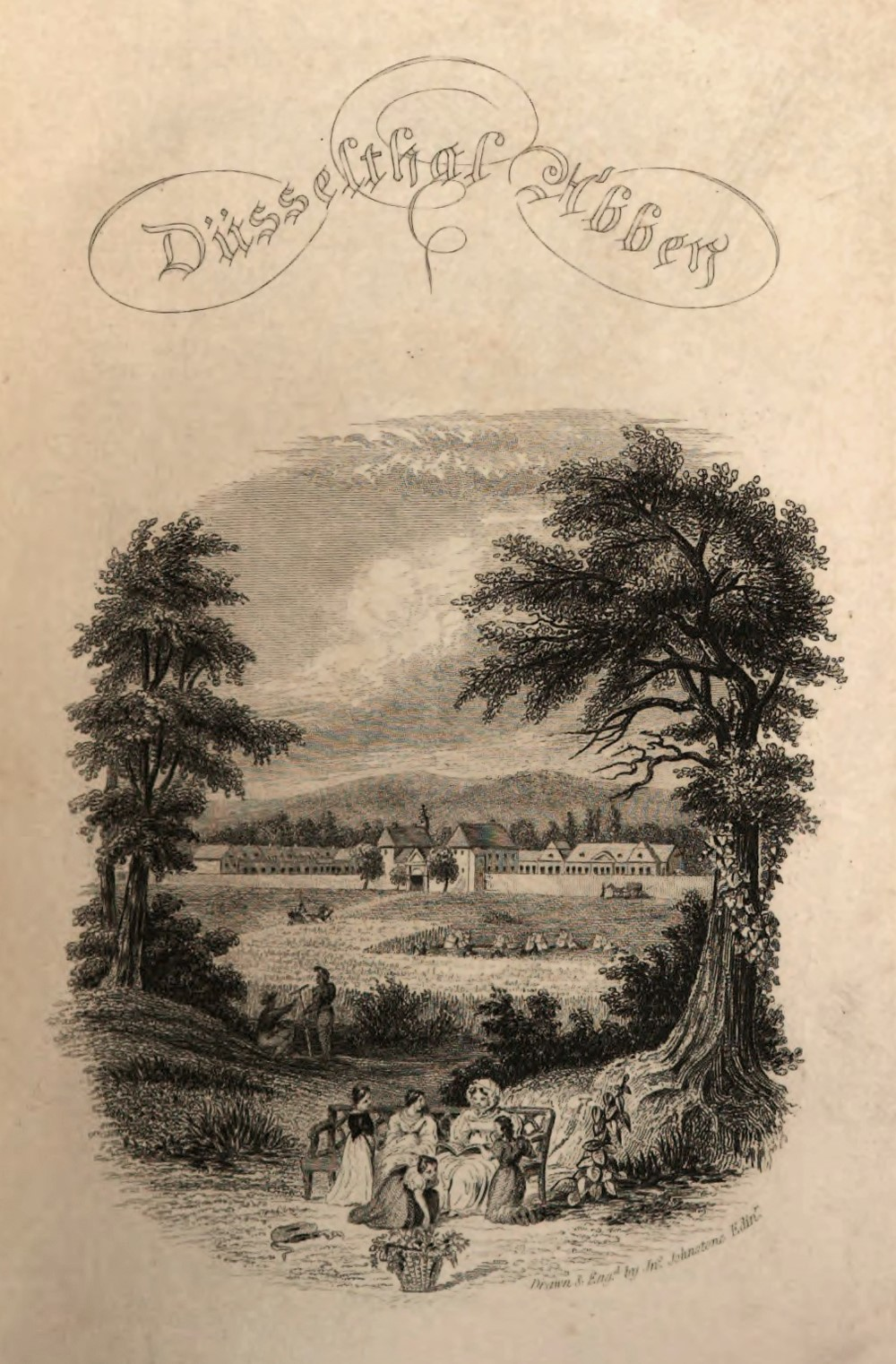
Gesamtansicht Kloster Düsselthal um 1836

Die Rettungsanstalt Düsselthal für Waisen- und Straßenkinder wurde 1822 durch den Grafen Graf Adelberdt von der Recke-Volmerstein als eine der ersten deutschen Anstalten dieser Art errichtet. Sie wurde auf dem Boden eines Zisterzienserklosters errichtet. Das Kloster war ein Geschenk des Kurfürsten Johann Wilhelm von der Pfalz an die Zisterzienser. Die zur Klostergründung verwendeten Spekkerhöfe, benannt nach den aus Speckern bestehenden Knüppeldämmen, gaben später den „Speckermönchen“ ihren Namen. Die Straße, an der das Kloster lag, wurde nach Graf Adelberdt von der Recke-Volmerstein benannt, dem Gründer der Rettungsanstalt.
Die bekanntesten Höfe im heutigen Düsseltal, die beiden Spekkerhöfe, schenkte Johann Wilhelm 1707 den Zisterzienser-Mönchen, die aus Mönchenwerth vor dem Hochwasser des Rheins geflohen waren. Die „Speckermönche“ (deren Warenzeichen mit Schnupftabak gefüllte „Speckermönchsdosen“ waren) fühlten sich in Flingern so wohl, dass sie über dem Eingangstor ihres später Düsselthal genannten Klosters die Inschrift anbrachten: „Wir leben ohne Sorge“. Das Kloster lag an der heutigen Graf-Recke-Straße. Deren Namensgeber, Graf Adelberdt von der Recke-Volmerstein, richtete hier 1822 die Rettungsanstalt Düsseltal für Waisenkinder ein. Mitfinanziert wurde sie durch den Verkauf von an der Düssel gebrautem „echt Kölnisch Wasser“. Rosenknospen und der Spruch „Für Gott und die Waisen“ zierten die Etiketten der Duftwasserfläschchen aus Düsseltal. 1835, ein Jahr früher als Theodor Fliedner, so überliefert eine alte Chronik, gründete der Graf in Düsseltal die erste Diakonissenanstalt der Welt. Zeugnisse der einstigen Abtei und der Anstalt Düsselthal sind heute noch das „Hungertürmchen“ und der „Himmelsgarten“, Düsseldorfs ältester und kleinster Friedhof.

## Geschichte

### Kloster
Das ehemalige Trappistenkloster der Zisterzienser-Mönche wurde 1701 von Kurfürst Jan Wellem gegründet. Nach 1710 erfolgte der Neubau des Klosters in Düsselthal. Im Jahre 1714 wurde die Erhebung des Klosters zur Abtei erhoben. 1802 wurde das Gebäude säkularisiert. Das Torgebäude am Wege nach der Stadt wurde im Jahre 1716 erbaut. Der Giebel des Mittelbaus war mit dem kurfürstlichen Wappen, das von zwei Löwen gehalten wurde, geschmückt und mit einer Madonna bekrönt. Die Bogenrundung des Eingangstors zierte eine Holzschnitzerei: drei aus den Wassern hervorragende Hügel, darüber einen Stern darstellend. Das gleiche Wappen findet sich an der Villa Albani in Rom. Es deutet darauf hin, dass der zur Zeit der Gründung des Klosters Düsseltal amtierende Papst Clemens XI. ein Spross der Familie Albani war.
Das Torgebäude wurde 1901 abgebrochen, als 1901 die Graf-Recke-Straße mitten durch die Anstalt angelegt wurde. Dabei verschwand ebenso das gesamte Kloster bis auf den südlichen Seitflügel, der als letzter Rest des ehemaligen Klosters erhalten blieb.
Das denkmalgeschützte „Hungertürmchen“ an der Max-Planck-Straße ist heute der letzte Überrest der einstigen Abtei Düsselthal. Das Baudatum des Turms ist unbekannt, aber der Turm bestand bereits um 1710 und gehörte ursprünglich zur Einfassungsmauer des Trappistenklosters. Der Bau ist geschlämmt und zeigt im oberen Teil zugesetzt Fenster, an deren Stelle heute Reliefs angebracht sind. Auf dem Turm ruht ein Turmhelm aus Schiefer. Der Bau wurde „Hungertürmchen“ genannt, weil Kinder der Rettungsanstalt die plötzlich zufallende Tür des Turms von innen nicht mehr öffnen konnten und schließlich im Turm verhungerten.

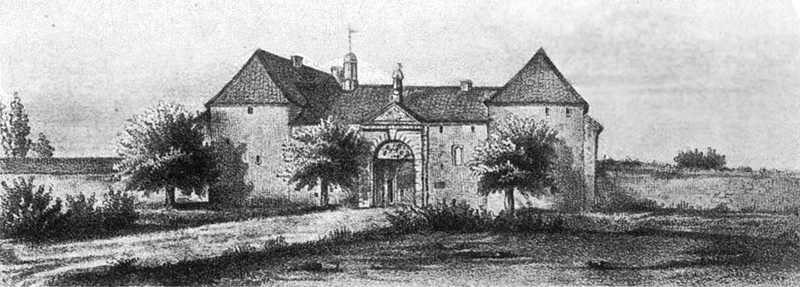
Kloster Düsselthal mit dem im Jahre 1716 erbauten Tor und den seitlichen Befestigungsbauten
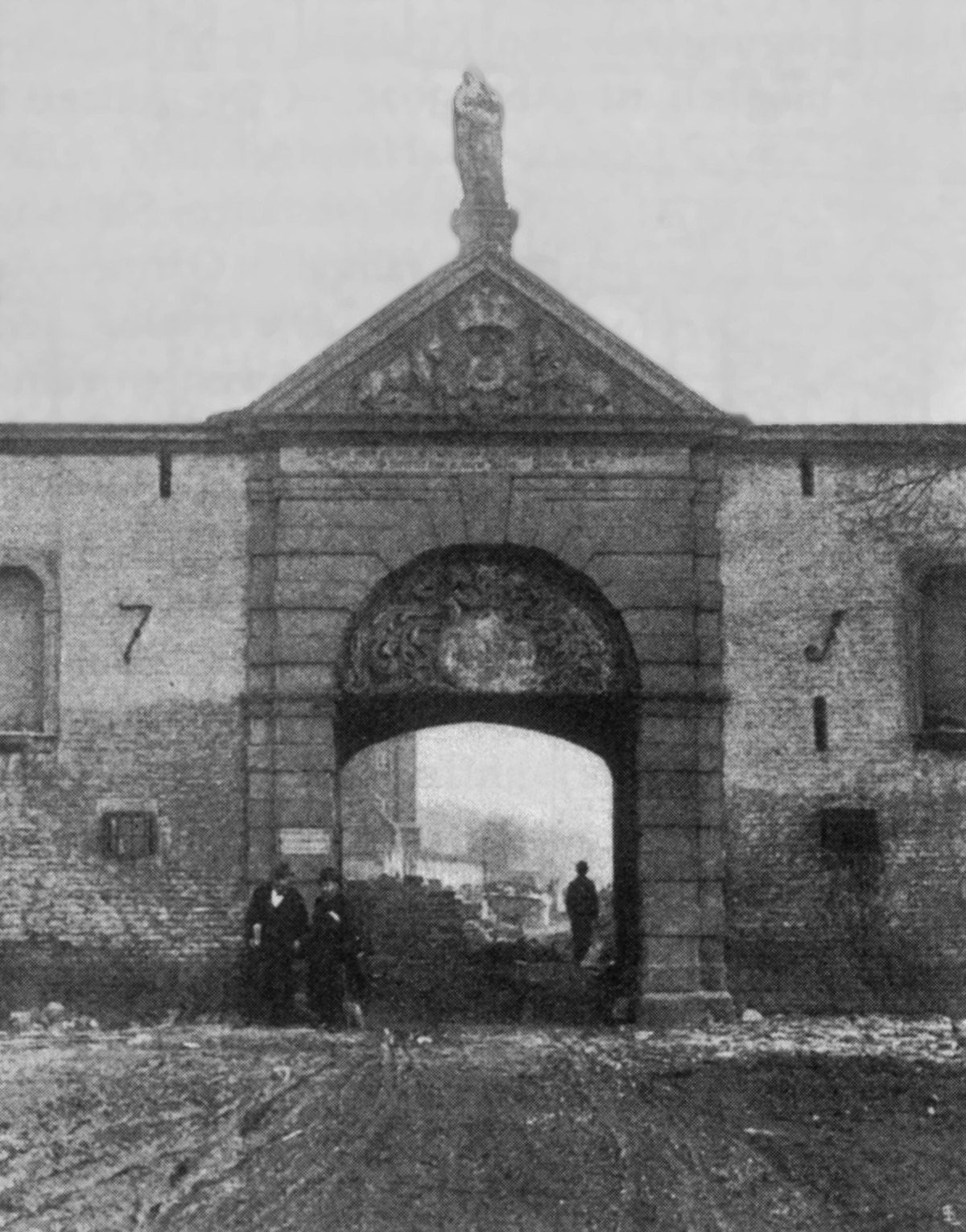
Kloster Düsselthal, das Torhaus im Detail
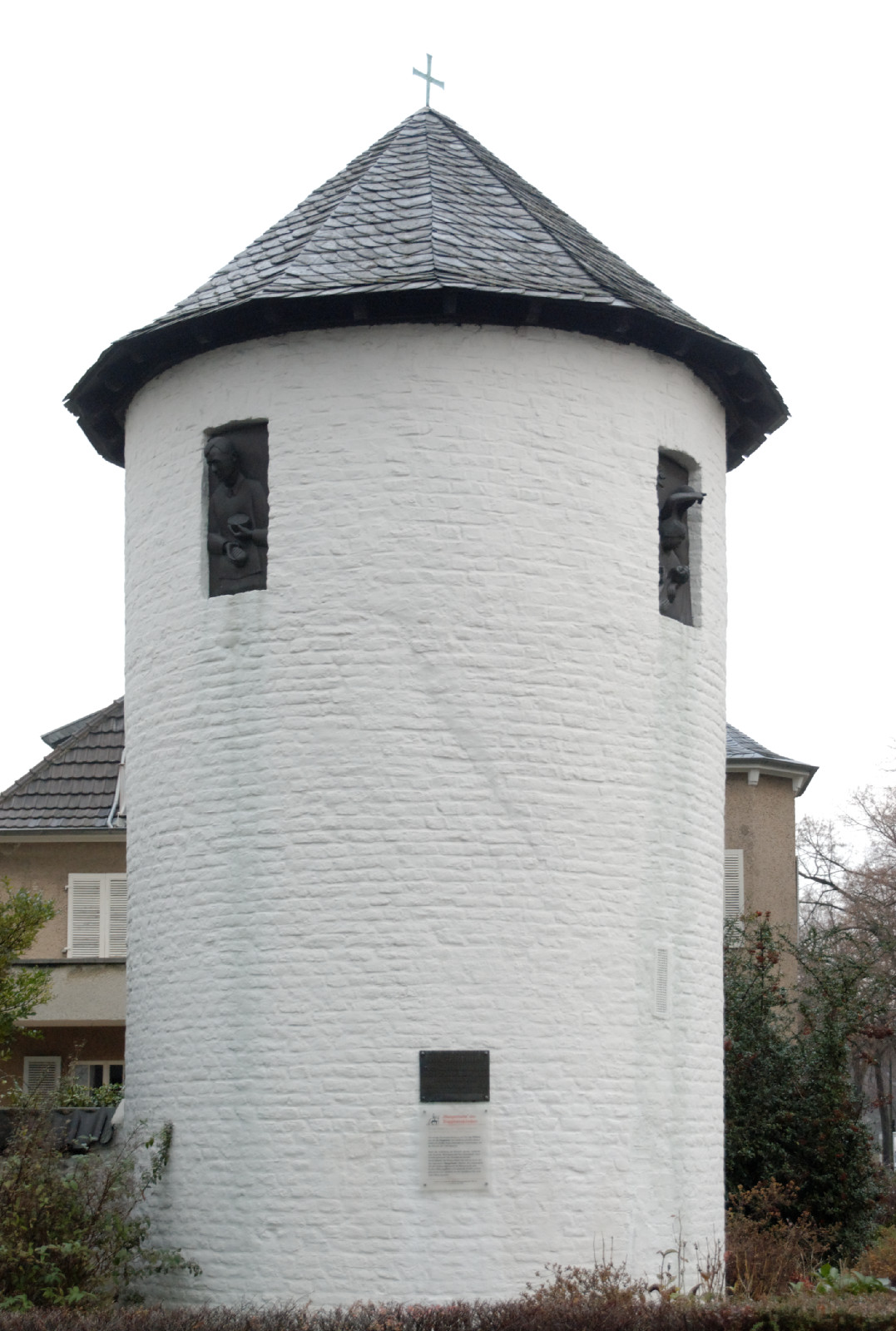
Das denkmalgeschützte „Hungertürmchen“ ist der letzte Überrest der einstigen Abtei Düsselthal.

### Rettungsanstalt

#### Geschichte
Das Kloster wurde 1822 von Graf Adelberdt von der Recke-Volmerstein für 45.000 Taler erworben.
Seit 1816 kümmerte sich Graf Adalbert von der Recke-Volmerstein um in Not geratene Kinder. 1819 hatte er das Rettungshaus für Straßenkinder gegründet. Seit 1822 beherbergte das ehemalige Trappistenkloster Düsselthal östlich von Düsseldorf das Rettungshaus. Die „Rettungsanstalt Düsselthal“ für Waisenkinder wurde durch „echt kölnisches“ Wasser finanziert, das jedoch in Düsseldorf produziert wurde. Ab 1827 trug die Ehefrau des Grafen, Mathilde Gräfin von der Recke-Volmerstein, zunehmend die Verantwortung für das Rettungshaus. 1847 übernahm der Pädagoge Christian Friedrich Georgi (1801–1862) die Leitung. Ab 1902 wurde das Gelände für den Straßenbau benötigt und deshalb die Aktivität schrittweise nach Düsseldorf-Wittlaer verlegt, wo noch heute die Graf Recke Stiftung als Rechtsnachfolger besteht.

#### Beschreibung

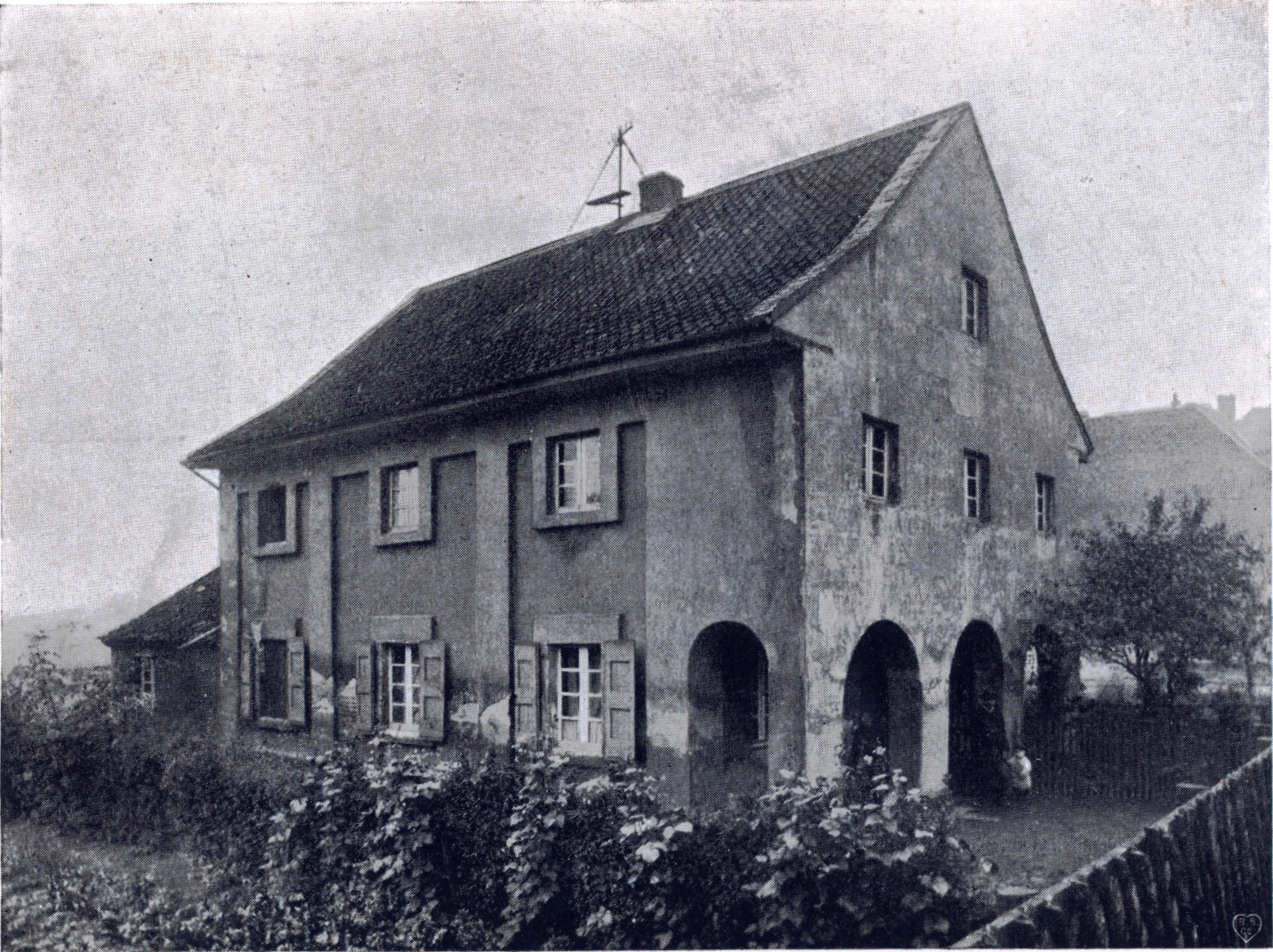
„Wohnhaus des Vorstehers (Abb. 105) [in der Graf-Recke-Straße] das mit der offenen Vorhalle lieblich im Garten liegt“. (Josef Kleesattel)

Das Hauptgebäude (altes Knabenhaus) wurde noch von dem Stifter der Anstalt 1825 erbaut. Die anschließenden Bauwerke wurden nach dem Brand von 1851 erbaut, der die alte Prälatur vernichtete. Die Ökonomiegebäude und die Mühle entstanden im Jahre 1894. Die Anstaltskirche wurde im Jahre 1854, das neue Knabenhaus im Jahre 1809, das Beamtenhaus an der Mathildenstraße im Jahre 1900 neu erbaut. Besondere Aufmerksamkeit schenkt Josef Kleesattel dem Wohnhaus des Vorstehers in der Graf-Recke-Straße, „das mit der offenen Vorhalle lieblich im Garten liegt“.

„Wandern wir in die nächste Umgebung Düsseldorfs, so finden wir noch einen Teil der damaligen Erziehungsanstalt Düsselthal, einstmals das Kloster der Zisterziensermönche. Von besonderem Wert ist noch ein kleines Wohnhaus des Vorstehers (Abb. 105) [in der Graf-Recke-Straße] das mit der offenen Vorhalle lieblich im Garten liegt.“